# Книгознавство: енциклопедичний словник
Книговедение: энциклопедический словарь (укр. Книгознавство: енциклопедичний словник) — радянське енциклопедичне універсальне довідкове видання присвячене питанням, пов'язаним зі створенням, розповсюдженням, зберіганням та пошуком друкованих видань, книг; видане у 1982 році видавництвом «Советская энциклопедия». Містить близько 2,5 тисячі статей. Тираж — 100 000 примірників.
Видання розраховане на працівників книжкової справи — співробітників видавництв та редакцій, книготорговців, бібліотекарів, бібліографів, працівників інформаційних служб. Також на аспірантів та студентів поліграфічних інститутів, інститутів культури, факультетів журналістики. Словник адресований широкому колу «книголюбів-читачів, які цінують книгу, цікавляться її минулим, сьогоденням та майбутнім».

## Передумови
У передмові до словника зазначено, що Радянський Союз займає «одне з перших місць у світі і за кількістю назв книг, які щорічно випускають, і за кількістю книг на душу населення». До системи книготворення входило понад 200 видавництв, які щорічно друкували понад 80 тисяч назв книг і брошур загальним тиражем до 1,8 млрд примірників більш ніж 100 мовами народів СРСР та інших країн. Книготорговельна мережа країни налічувала понад 17 тисяч книгарень та 42 тисяч кіосків. Бібліотечна система СРСР включала 350 тисяч бібліотек, сумарний фонд яких перевищує 4 млрд екземплярів. Послугами бібліотек систематично користувалися майже 200 мільйонів людей. У власних бібліотеках людей були, за приблизними підрахунками, щонайменше 35 млрд книг. 
У 1974 році засноване Всесоюзне добровільне товариство любителів книги (рос. Всесоюзное добровольное общество любителей книги), до складу первинних організацій якого стаом на 1979 рік  входили понад 9 мільйонів людей.
Велике значення для розвитку науки про книгу та книжкову справу, розробки основних теоретичних положень, консолідації наукових кадрів мали Перша (1971), Друга (1974), Третя (1977) та Четверта (1980) Всесоюзні наукові конференції з проблем книгознавства.

## Зміст та тематика
Містить статті, присвячені як книгам та книжковій справі в цілому, так і окремим галузям — видавничій справі, поліграфії, книжковій торгівлі, бібліотечній справі, бібліографії в СРСР та деяких зарубіжних країнах. У словнику також подано статті про видавців та видавництва, художників книг, поліграфістів, книготорговців, бібліотекарів та бібліографів.
Статті із загальних питань книгознавства та окремих дисциплін книгознавчого циклу розглядають матеріал в аспекті минулого (історія) та сьогодення (теорія, методика та проблеми організації). Аналогічно побудовані й статті, присвячені книзі та книжковій справі союзних республік, соціалістичних країн, найбільших капіталістичних держав. Вони починаються історичним нарисом, який повідомляє основні факти становлення та існування рукописних та друкованих книг, окремі розділи присвячені сучасному стану видавничої справи, поліграфії, бібліотечної справи. Про країни щодо яких статистичних даних недостатньо статей не подано.
Більшість статей, вміщених у словнику, мають термінологічний характер. Поняття з галузі інформатики, журналістики та інших суміжних галузей представлені лише найголовнішими термінами.
Понад 400 статей присвячено радянським, дореволюційним та найбільшим зарубіжним видавництвам, деякі відомості опубліковано вперше. Також подано довідки про періодичні видання книгознавчої тематики. За відсутності спеціальних тематичних довідників зазначені матеріали набули характеру першоджерела.
Понад 500 статей присвячено діячам книжкової справи. У словнику подані відомості про  видавців, поліграфістів, книготорговців, бібліотекарів та бібліографів СРСР. Про зарубіжних діячів довідки менш повні і ґрунтовні через обмеження обсягу словника, редакція відсилає читачів до «численних зарубіжних біобібліографічних словників». І оглядові, і біографічні, багато термінологічних статей забезпечені за можливості бібліографічними довідками, де вказана основна література з питання.

## Редакція та історія
У підготовці енциклопедичного словника взяли участь близько 400 авторів — наукових співробітників інститутів та дослідницьких установ Академії наук СРСР та академій наук союзних республік, Всесоюзної книжкової палати, Московського та Ленінградського державних університетів, Московського та Українського поліграфічних інститутів, Московського, Ленінградського та інших інститутів культури, Бібліотеки Академії наук СРСР, Державної бібліотеки СРСР ім. В. І. Леніна, Державної публічної бібліотеки ім. М. Є. Салтикова-Щедріна та інших установ і організацій.
Робота над словником протягом кількох років здійснювана під керівництвом радянського книгознавця, члена-кореспондента АН СРСР Олексія Олексійовича Сидорова. вчений брав найактивнішу участь у розробці основних принципів видання, був одним із редакторів, брав участь в обговоренні багатьох найважливіших матеріалів, був автором статей.

## Оцінки
У журналі «Комунист» у 1982 році опублікована стаття П. Фатєєва «Советская энциклопедия книговедения («Книговедение. Энциклопедический словарь»)» у якій автор зазначив, що важлива особливість цього словника — «системний підхід до висвітлення проблем книги». У цьому сенсі як показові виділено статті «Книга», «Книгознавство», «Книжкова справа», в яких цей підхід «проведено чітко та послідовно».
У 1983 році у журналі «Советские архивы» статтю про енциклопедичний словник опублікував радянський книгознавець Полівановський Сергій Єрофійович.
У навчальному посібнику А. М. Іоффе «Введення в книгознавство» (1984) відзначено, що «подібне видання могло з'явитися лише за досить високого рівня розвитку радянської книгознавчої науки».
У 1984 році у журналі «Политическое самообразование» статтю про енциклопедичне видання опублікував Р. Абдуллін.
У періодичному виданні «Советское библиотековедение» (1990) вказано, що словник «побудований за всіма канонами енциклопедизму» (достаток інформації, її чітка спрямованість, алфавітне угруповання родинних понять, наявність детально розробленого допоміжного апарату, багатство ілюстративного матеріалу). У ньому «добре представлено» термінологію редакційно-видавничої справи, поліграфії, книжкової торгівлі, імена книгознавців, видавців, бібліографів.